# الشركة الوطنية للسكك الحديدية البلجيكية
الشركة الوطنية للسكك الحديدية البلجيكية (بالهولندية: Nationale Maatschappij der Belgische Spoorwegen، بالفرنسية: Société nationale des chemins de fer belges، بالألمانية: Nationale Gesellschaft der Belgischen Eisenbahnen، وتُعرف اختصارا: NMBS/SNCB) هي الشركة الوطنية المسؤولة عن السكك الحديدية في بلجيكا. تستخدم الشركة رسميا الاختصار باللغتين الهولندية والفرنسية (NMBS/SNCB). ولكن يشار إليها في اللغة الإنجليزية و دوليا فقط بالاختصار SNCB.

## التاريخ
الشركة الوطنية للسكك الحديدية البلجيكية هي شركة حكومية مستقلة شكلت في عام 1926. وفي عام 2005 أصبحت الشركة مقسمة إلى ثلاثة أجزاء:
- إنفرابيل  لإدارة البنية التحتية للسكك الحديدية .
- الشركة الوطنية للسكك الحديدية  لإدارة الشحن خدمات الركاب والبضائع.
- الشركة القابضة التي تملك كل من الشركات العامة .

كان الهدف من هذا التقسيم هو تسهيل تحريرالسكك الحديدية وخدمات الشحن والركاب في المستقبل في اتفاق مع الأنظمة الأوروبية. وفي شباط / فبراير 2011 ، بدأت الشركة الوطنية اللوجستية تعمل كشركة منفصلة.
مع ارتفاع الخسائرأعلن وزير النقل البلجيكي في حزيران / يونيه 2012 عن مزيد من الإصلاح.

## العمليات

خريطة شبكة السكك الحديدية ببلجيكا

في عام 2008 قامت الشركة بنقل 207 مليون مسافر ما مجموعه 8,676 مليون راكب-كم عبر شبكة 3536 كيلومترا.
الشبكة تضم حاليا أربعة خطوط عالية السرعة مناسبة لمرور قطارات بسرعة تصل إلى 300 كيلومتر في الساعة (190 ميل/س) .

## أجهزة إدارية
في بعض الأحيان يكون الركاب غير راضون عن الإجابة التي تقدمها شركات السكك الحديدية أو الركاب،  وفي هذه الحالة يمكن طلب المساعدة من الخدمة العامة الاتحادية للتنقل والنقل.

## وصلات خارجية
- خريطة شبكات السكك الحديدية البلجيكية والهولندية
- موقع SNCB